# The High Kings
The High Kings es una banda de folk irlandés formado en Dublín en 2007. La banda está formada por Finbarr Clancy, Brian Dunphy, Darren Holden y Paul O'Brien.

## Historia

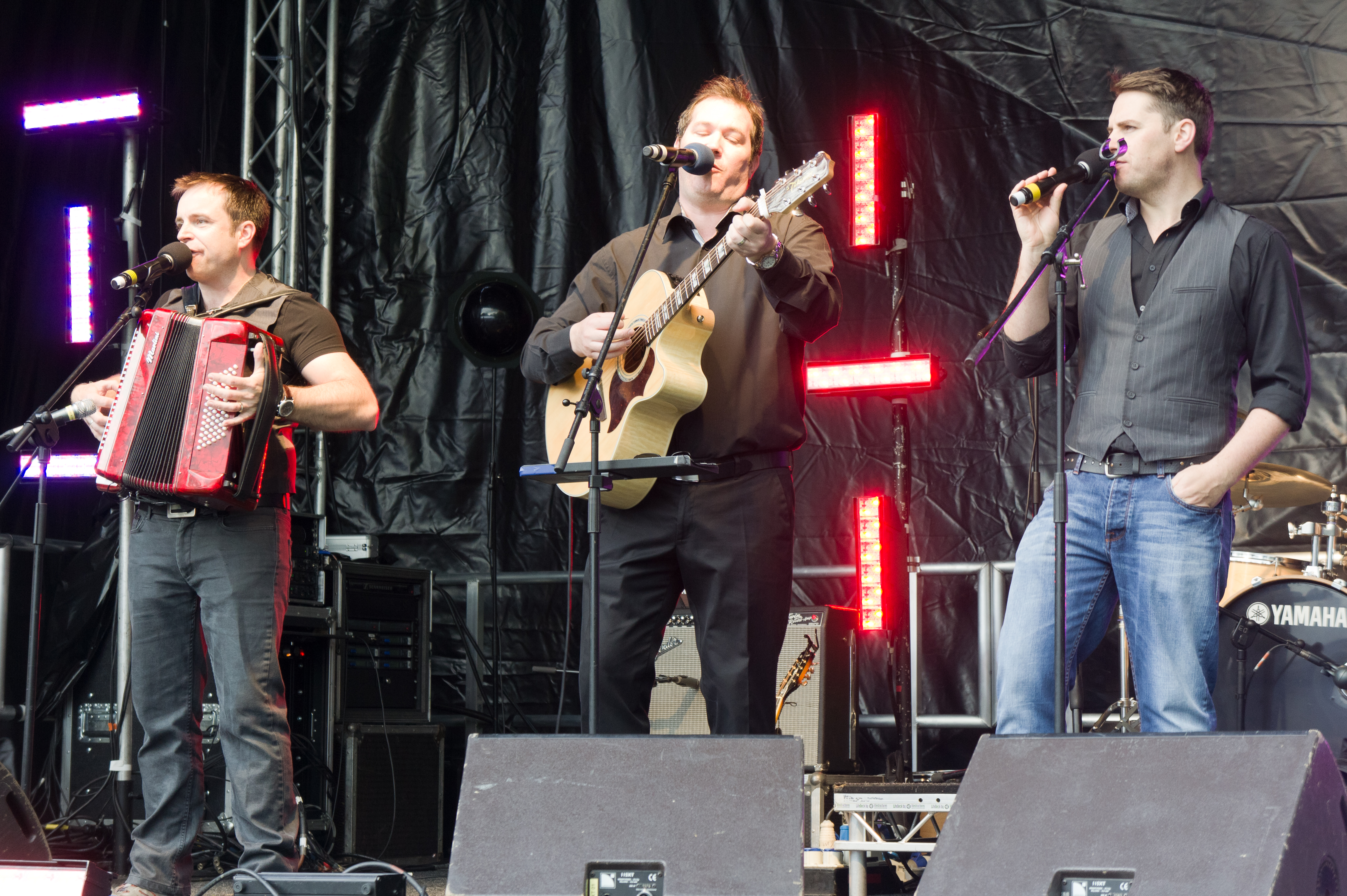
The High Kings en 2011.

El grupo se formó en junio de 2007 y al año siguiente sacó su primer álbum de estudio. Este tuvo un éxito inmediato, situándose como el número dos en las listas de la revista Billboard, manteniéndose en la lista durante un total de treinta y seis semanas. Dos años más tarde sacaron su segundo álbum, Memory Lane, también con un éxito destacable que lo situó como un álbum de platino.
En 2013 sacaron el álbum Friends for Life y en 2016 Grace & Glory. En septiembre de 2017 Martin Furey abandonó The High Kings. Dos años después se anunció la llegada de Paul O'Brien como nueva incorporación.

## Miembros

### Actuales
- Finbarr Clancy (2007-presente)
- Brian Dunphy (2007-presente)
- Darren Holden (2007-presente)
- Paul O'Brien (2019-presente)

### Antiguos miembros
- Martin Furey (2007-2017)[1]

## Discografía

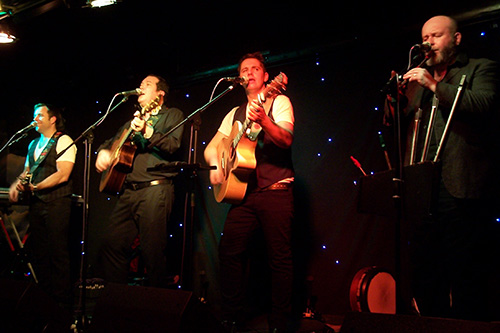
Concierto de The High Kings en Londres, diciembre de 2011.

### Álbumes de estudio
- The High Kings (2008)
- Memory Lane (2010)
- Friends for Life (2013)
- Grace & Glory (2016)

### Álbumes en vivo
- Live in Dublin (2008)
- Live in Ireland (2011)

### Recopilatorios
- Decade: The Best of the High Kings (2017)